# Carl Friedrich von Clausenheim

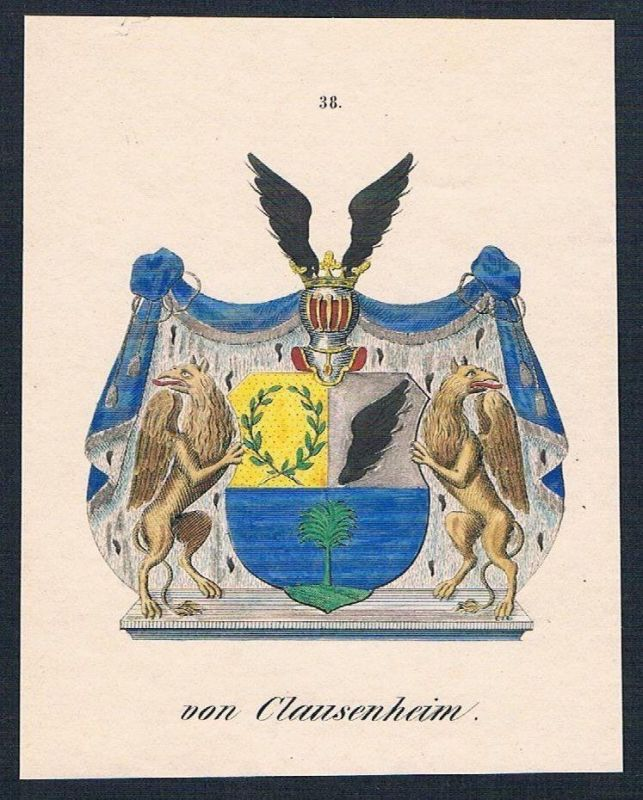
Wappen von Clausenheim

Carl Friedrich von Clausenheim, dänische Namensform Carl Frederik Clausenheim (getauft am 5. August 1719 in Hamburg; † 21. April 1765 in Lübeck) war ein deutscher Domherr und dänischer Diplomat.

## Leben
Carl Friedrich von Clausenheim entstammt der 1702 in den Adelsstand erhobenen Familie (Clausen) von Clausenheim. Er war der zweite Sohn des gottorfischen Landrentmeisters und Geheimrats Matthias von Clausenheim (der Ältere) (~1685–1744), der während der Abwesenheit des Herzogs Karl Friedrich und seines Geheimratspräsidenten Henning Friedrich von Bassewitz ((verheiratet mit der Cousine von Matthias von Clausenheim)) in den 1720er Jahren als Leiter der Generallandeskommission von Hamburg aus die Regierungsgeschäfte führte, und dessen Frau Margarethe Lucia (1689–1760), geb. Redeker, einer Enkelin von Heinrich Rudolph Redeker. Johann Heinrich von Clausenheim war sein älterer Bruder. Er wuchs auf den Familiengütern in Mecklenburg auf.
Schon als Kind erhielt er am 14. November 1727 die Possession einer Präbende als Domherr im seit der Reformation überwiegend lutherischen Lübecker Domkapitel, auf die Benedikt Wilhelm von Ahlefeldt gegen Zahlung von 4400 Reichstalern zuzüglich Unkosten zu seinen Gunsten verzichtet hatte.
Er studierte Rechtswissenschaften, unter anderem ab 1736 an der Universität Göttingen und 1740 an der Universität Straßburg.
Nach seinem Studium trat er in dänische Dienste und stieg bis zum Etatsrat auf. Von 1757 bis zu seinem Tod war er Ministerresident des Königreichs Dänemark in Lübeck. Johann Rudolph Becker war ab 1759 sein Sekretär. Clausenheims Bestellung fiel in die kritische Zeit des Siebenjährigen Krieges. Dänemark und Lübeck ging es nach der Konvention von Kloster Zeven darum, ein Übergreifen des Krieges auf nordelbische Gebiete zu vermeiden. Der Tod der russischen Zarin Elisabeth 1762, der Thronwechsel zu Peter III. (Karl Peter Ulrich von Holstein-Gottorf) und der Frieden von Sankt Petersburg zwischen Russland und Preußen destabilisierten die Lage in Schleswig-Holstein weiter. Erst unter Katharina II. entspannte sich das Verhältnis zu Dänemark; 10 Jahre später wurde im Vertrag von Zarskoje Selo eine Lösung gefunden.
Carl Friedrich von Clausenheim starb ohne Nachkommen 1765. Seine Präbende ging an Cai Friedrich von Rumohr.